# Быть или не быть (фильм, 1942)
«Быть или не быть» (англ. To Be or Not to Be) — антивоенная, антинацистская кинокомедия режиссёра Эрнста Любича, снятая им в США в 1942 году. В 1943 году фильм был выдвинут на премию «Оскар» в категории «Лучший саундтрек для драматических или комедийных картин», но награды не получил. Лента вошла в историю кинематографа как одна из лучших антивоенных и антифашистских картин, в 1996 году она была включена в Национальный реестр фильмов. Предпоследний режиссёрский успех Любича, заключительная роль в карьере 33-летней Кэрол Ломбард, погибшей в авиакатастрофе за два месяца до выхода фильма в прокат.

## Сюжет
Варшава, 1939 год. «Театр Польски» ставит антигитлеровскую пьесу под названием «Гестапо». Одним из действующих лиц пьесы является сам Гитлер. Главными актёрами театра являются Юзеф Тура (Джек Бенни) и его супруга Мария (Кэрол Ломбард) — знаменитые на всю страну.
Во время репетиции на сцене по ходу пьесы появляется Гитлер. Присутствующие эсэсовцы приветствуют его традиционным нацистским «Хайль Гитлер!», на что актёр Бронский (Томас Дж. Дуган), играющий фюрера, отвечает «Хайль я сам!». В русском переводе фраза несколько теряет свою юмористическую окраску. В английском варианте фраза звучит «Heil me!», а в немецком, который для Эрнста Любича был родным, фраза звучит ещё смешнее и двусмысленней: «Ich heile mich selbst!», что можно дословно перевести как «Я лечу себя сам!» (намёк на психический недуг Гитлера). В этом месте режиссёр (Чарльз Хэлтон) прерывает репетицию с замечанием: «Данной фразы в тексте пьесы нет!». На это актёр Бронский отвечает, что фраза — его собственное изобретение. Эта актёрская самодеятельность режиссёру не нравится, и далее разгорается спор — похож ли актёр Бронский на Гитлера или нет. Директор театра Добош показывает актёру на портрет Гитлера, висящий на сцене: «Вот каким должен быть Гитлер!» — «Но этот портрет писался с меня!» — «Значит, портрет никуда не годится». Разъярённый Бронский, чтобы доказать свою правоту, выходит на улицу в облике Гитлера…
В театре идёт «Гамлет». В главных ролях выступают супруги Туры. В уборной Марии Юзеф уже в третий раз обнаруживает большой букет цветов без записки. Она знает, что присылает цветы офицер, не пропускающий ни одного её спектакля. Юзеф пытается устроить жене сцену ревности, но не успевает — его вызывают на сцену. Юзеф начинает свой монолог. Как только он произносит «быть или не быть», в одном из первых рядов поднимается молодой офицер (Роберт Стэк) и идёт к выходу, вызывая жуткое раздражение актёра. Этим офицером является пилот бомбардировщика поручик Станислав Собинский. Он приходит в уборную к Марии и объясняется ей в любви. Монолог Гамлета выбран не случайно — это гарантия, что муж актрисы не сможет помешать их встрече.
Тем временем пьесу «Гестапо» польское правительство запрещает, чтобы не злить Гитлера. Но уже наступает 1 сентября. Юзеф в очередной раз читает монолог Гамлета, и вновь поручик встаёт и идёт к выходу. Тура вне себя от ярости. В разгар свидания Собинского и Марии приходит известие о начале войны. Поручик вынужден уйти. Первая воздушная тревога в Варшаве…
Варшава оккупирована. Театр закрыт. Собинский тем временем находится в Англии. Он служит в польской эскадрилье британских ВВС. В гостях у польских летчиков — их соотечественник профессор Александр Силецкий (Стэнли Риджес). Он признаётся военным, что в ближайшее время отправляется с секретной миссией в Варшаву. Офицеры наперебой просят профессора навестить их родных и дают ему их адреса. Поручик объясняет Силецкому, что его семья в безопасности, но в Варшаве живёт очень дорогой ему человек, и он хотел бы, чтобы профессор передал весточку. Станислав с гордостью называет имя — Мария Тура, и оказывается поражён тем, что Силецкий совершенно не отреагировал на эту фамилию…
Лётчику неспокойно. Он мучается сомнениями и, наконец, приходит в военную контрразведку (которая и послала профессора с заданием). Там он объясняет генералу Армстронгу (Хэллиуэлл Хоббс)  и полковнику Каннингему (Майлз Мандер), что поляк, тем более варшавянин, не может не знать, кто такая Мария Тура. Её имя и портреты буквально везде. Он сообщает, что профессор взял с собой адреса родных почти у всех лётчиков эскадрильи. Офицеров контрразведки все эти факты настораживают. Особенно то, что профессор проболтался о своей секретной миссии (он послан для связи с польским подпольем). Постепенно у всех складывается впечатление, что Силецкий является немецким шпионом. И если это так, то он провалит всю варшавскую агентурную сеть. Не говоря уже о несомненной гибели тех, кому написали пилоты. Поскольку поручик единственный, кто знает Силецкого в лицо, он должен срочно лететь в Варшаву и ликвидировать профессора ещё до того, как тот прибудет в гестапо. Для этого Собинский получает явочный адрес…
Поручик выбрасывается с парашютом около Варшавы. Однако на явку он сам идти не может. Станислав приходит к Марии и просит её о помощи. В книжном магазине Мария вкладывает в «Анну Каренину» фотографию Силецкого с указаниями. Вернувшуюся Марию прямо у двери её квартиры (в которой спокойно спит поручик) задерживают два немецких солдата. Они препровождают её в гостиницу «Европейская», где её ждет профессор Силецкий. Профессор передаёт Марии то, о чём просил его поручик — «Быть или не быть». Он хочет знать смысл этого послания. Силецкий пытается склонить Марию к сотрудничеству. Благодаря знакомству со многими людьми она могла бы получать ценную информацию. За это он обещает вернуть ей её роскошную квартиру и сделать жизнь весьма комфортной. Мария обещает подумать. В этот момент Силецкому звонит начальник гестапо, штандартенфюрер СС Эрхардт (Сиг Руман). Профессор договаривается с ним о встрече завтра в 10 утра. Разговор внимательно слушает Мария…
Для нейтрализации Силецкого актёры вновь возвращаются к своему спектаклю «Гестапо». С помощью сохранившихся декораций они обставляют театр как здание гестапо и под видом офицеров СС привозят туда Силецкого. Роль Эрхардта исполняет Юзеф Тура. Профессор рассказывает «штандартенфюреру» о послании поручика Собинского, адресованном Марии, и с улыбкой рассказывает об их романе. Изнывая от ревности, Тура выдает себя. Профессор распознаёт обман, но уйти из театра ему не удается. Прямо на сцене его настигает пуля, выпущенная поручиком Собинским…
Теперь Тура загримирован под профессора Силецкого и беседует с Эрхардтом. Он объясняет штандартенфюреру, что уцепился за самый краешек варшавского подполья. И теперь можно не спеша раскрыть всю сеть. Он приходит в негодование, узнав, что нужные ему лица (взятые им из списка Силецкого) уже расстреляны. Юзеф требует от штандартенфюрера воздержаться от расстрелов…
Мария также вызвана к Эрхардту. Он с сочувствием сообщает ей о том, что профессор Силецкий найден мертвым. Штандартенфюреру нравится актриса. Теперь, когда Силецкого уже нет, он готов его заменить. Эрхардт предлагает Марии вместе поужинать. После ухода Марии Эрхардту звонит Тура, который ещё не знает о том, что труп Силецкого нашли. Штандартенфюрер назначает «профессору» встречу в своём кабинете. Юзеф идёт прямо в ловушку…
Между тем Эрхардт подготовил психологическую обработку Туры. «Этих интеллектуалов надо брать на что-нибудь такое…» Штандартенфюрер мило улыбается вошедшему Туре и просит немного подождать его в соседней, смежной с ванной, комнате. В этой комнате Тура обнаруживает сидящего в кресле мёртвого Силецкого. Это и есть психологическая обработка, задуманная Эрхардтом. Последний не торопится — пусть клиент немного созреет. Юзеф же, оправившись от шока, находит решение. Сбрив с убитого настоящую бородку, он приклеивает на его подбородок накладную. В тот момент, когда Эрхардт торжествующе дёргает за бородку настоящего профессора, она оказывается в его руке. Штандартенфюрер потрясен. Он рассыпается в извинениях Туре…
В это самое время в кабинет врываются переодетые актёры во главе с Равичем (Лайонел Этуилл). Последний представляется как группенфюрер фон Зидельман, ответственный за охрану фюрера. «Группенфюрер» обвиняет Эрхардта, что не успел фюрер приехать в Варшаву, как он, Зидельман, раскрыл целый заговор против него. И один из заговорщиков — этот негодяй, что выдаёт себя за Силецкого. Эрхардт пытается возразить, но Равич у него на глазах срывает с Туры накладную бородку. После чего все уходят, оставив штандартенфюрера в полнейшей растерянности…
Между тем актёры понимают, что дальше играть в эту игру уже нельзя. Необходимо выбраться из страны. Они знают, что сегодня Гитлер будет сидеть в королевской ложе театра. Директор театра Добош объясняет им свой план. Гитлер прибывает в театр, битком набитый офицерами. Здесь же и переодетые в форму актёры. Когда фюрер скрывается в ложе, Бронский заходит в туалет, чтобы выйти оттуда уже Гитлером. На личном самолёте фюрера актёры благополучно добираются до Шотландии.
В финальной сцене фильма Тура вновь в образе Гамлета. На монологе «Быть или не быть» из зала пытается выйти очередной юный солдат, что поражает Туру и Собинского.

## В ролях
- Джек Бенни — Йозеф Тура
- Кэрол Ломбард — Мария Тура (последняя роль актрисы)
- Роберт Стэк — лейтенант Станислав Собинский
- Стэнли Риджес — профессор Александр Силецкий
- Том Дуган — Бронский
- Зиг Руман — штандартенфюрер СС Эрхардт
- Лайонел Этуилл — Равич
- Феликс Брессарт — Гринберг
- Чарльз Хэлтон — Ян Добош, театральный продюсер
- Джеймс Финлейсон — усатый шотландский фермер (в титрах не указан)

## Наследие
Уже сразу после выхода картины на экран режиссёра обвинили не только в полном незнании тогдашних польских оккупационных реалий, но и в том, что он посмеялся над военной трагедией и изобразил поляков на уровне геббельсовской пропаганды. Только спустя двадцать лет картина Эрнста Любича появилась в польском прокате. Причём фильм предваряет соответствующий комментарий Казимежа Рудского.
Отец Джека Бенни на просмотре был так глубоко поражён видом сына в эсэсовском мундире, что хотел немедленно выйти, но сын убедил его, что для такой реакции нет никаких оснований.
В фильме Мария произносит фразу: «Да что может случиться в самолете?». После трагической гибели актрисы в авиакатастрофе эту фразу изъяли.
В 1983 году ремейк ленты Любича снял Алан Джонсон с супругами Мелом Бруксом и Энн Бэнкрофт в главных ролях. При этом фамилию Тура он заменил на Бронский, принадлежащую другому персонажу — актёру, играющему Гитлера.